# Plaza de Adolfo Suárez
La plaza de Adolfo Suárez es un espacio público de la ciudad española de Segovia.

## Descripción
El espacio, al que llegan las calles de Domingo de Soto, de Eulogio Martín Higuera y del Conde Gazzola Di Ceretto, se conoció en el pasado como «plazuela del Seminario» y «plaza del Seminario», por albergar el Seminario Conciliar de Segovia. También se encuentra en él la Subdelegación del Gobierno, en lo que fue sede del Gobierno Civil. En 2014, a raíz del fallecimiento de Adolfo Suárez González (1932-2014), presidente del Gobierno de España entre 1976 y 1981, se le concedió el título actual en su honor. Aparece descrita en Las calles de Segovia (1918) de Mariano Sáez y Romero con las siguientes palabras:

Seminario (Plazuela del).—Situada entre la calle del mismo nombre y la de Martín Higuera. Se levanta en este sitio el Seminario Conciliar de que toma el nombre. Es un edificio grandioso, de estilo grecoromano, amplia iglesia de tres naves, inmenso crucero y un bonito altar mayor con retablo del siglo XVIII. La fachada es de piedra granítica almohadillada con un ático triangular y terminando en bolas. Tiene el edificio espaciosas habitaciones y patios, y se extiende hasta la calle del Saúco, ocupando el sitio en donde estaba en 1549 la prisión y defensa conocida por Torrecarchena. En esta plazuela, que es el sitio más elevado de Segovia, se halla la casa señorial muy dilatada y con hermoso patio con columnas, destinada hace ya bastantes años a Gobierno civil.
(Sáez y Romero, 1918, p. 182)